# أبو شراعة القيسي
أبو شُراعَة أحمد بن محمد بن شراعة القيسي (ق. 775 - ق. 864) شاعر عبّاسي. من أهل البصرة. كان جيد الشعر، مليح المعاني، صاحب نظر، عاش إلى أيام المتوكل، وكان قد مدح المهدي. رثى الجاحظ. توفي وعمره أكثر من اثنتين وتسعين. نقل شعره من طريق ابنه أبو الفياض سوّاء وهو أيضاً شاعر. نشر ديوانه وحققه شاكر العاشور تحت عنوان ديوان أبي شراعة القيسي في 2016.

## سيرته
هو أحمد بن محمد بن شراعة بن ثعلبة بن محمد بن عمير بن أبي نعيم بن خالد بن عبده بن مالك بن مرة بن عباد بن ضبيعة بن قيس بن ثعلبة بن عكابة بن صعب بن علي بن بكر بن وائل. ينتهي نسبه إلى قيس من أبيه وإلى تميم من أمه. 

ولد في البصرة حوالي 158 هـ/ 775 م ونشأ بها. برز كشاعرًا مرموقًا وهو من أشهر أهل عصره ويعد من الشعراء الدولة العباسية. جيد الشعر وله أخبار مع إبراهيم بن المدبر. وفي أثناء ولايته البصرة، فكان أبو شراعة صديقًا له وكان لا يفارقه في سائر أحواله. كما كان على علاقة بأدباء عصره منهم الجماز البصري ومحمد بن يسير الرياشي ودعبل الخزاعي والسدري وعبد الصمد بن المعذل وغيرهم. 

وكان يترك البصرة أحيانًا إلى الأهواز لمدح من بها، فله أخبار مع الحسن بن رجاء واليها، وقصد بغداد وهو أحد الشعراء الرواة قصدوا بغداد وسامرًا طلبًا للنوال، وقد مدح سبعة من الخلفاء وعاش إلى أيام المتوكل وقد مدح المهدي بن المنصور وكان المتوكل يحسن إليه.

توفي أبي شراعة في البصرة حوالي 250 هـ/ 864 م أو يقال في 280 هـ/ 894 م عن عمر يناهز 92 عامًا بالهجرية.

## شعره
شعر أبي شراعة بدوي تقليدي، فقد كان جيد الشعر كالبدوي في مذهبه وكان جيد الشعر مليح المعاني ومن أشعر أهل زمانه. وكان يقول الشعر ما يجانب به مذاهب المحدثين، ويقترف طريق الماضين، وأهل البادية، فشعره عربي محض. من شعره:

## وصلات خارجية
- في بوابة شعراء